# Hustlemania
Hustlemania (también escrito HUSTLEMANIA) fue el principal evento pago por visión producido por la empresa de lucha libre profesional HUSTLE. Hustlemania fue uno de los pilares de HUSTLE, junto con HUSTLE Aid y HUSTLE House Christmas Special.

## 2005
Hustlemania fue la primera edición de Hustlemania, un evento pago por visión de lucha libre profesional producido por HUSTLE. Tuvo lugar el 3 de noviembre de 2005 desde el Yokohama Arena en Yokohama.
- Kaz Hayashi & Jimmy Yang derrotaron a Taiji Ishimori & Kota Ibushi (7:43)
  - Yang cubrió a Ibushi después de un "Yang Time".
- Devil Masami, Erica & Margaret derrotaron a Arisin Z, Blanca X & Jaguar Y (14:48)
  - Erica cubrió a Arisin después de un "Diving Elbow Drop".
- Mark Coleman & Wataru Sakata derrotaron a Riki Choshu & Yoshiaki Fujiwara (7:18)
  - Coleman cubrió a Fujiwara después de un "Right-handed Knockout Punch".
- Izumi Motoya derrotó a Kenzo Suzuki (con Hiroko) (8:54)
  - Motoya cubrió a Suzuki después de un "Motoya Chop".
- Liosazer & HUSTLE Kamen Rangers (HUSTLE Kamen Red & HUSTLE Kamen Blue) derrotaron a Riser Guren & Devil Pierrots (Neo Devil Pierrot #1 & Neo Devil Pierrot #2) (11:58)
  - Liosazer cubrió a Guren con un "Sazer Suplex".
- Genichiro Tenryu & Tadao Yasuda derrotaron a Kintaro Kanemura & Masato Tanaka ganando el vacante HUSTLE Super Tag Team Championship (10:09)
  - Tenryu cubrió a Kanemura después de un "53 Sai".
- Naoya Ogawa, Razor Ramon HG & Shinjiro Otani derrotaron a Toshiaki Kawada, Yinling the Erotic Terrorist & Yoji Anjo (13:00)
  - HG cubrió a Yinling después de dejarla inconsciente con un "Hard Gay Triangle Lock".

## 2006
Hustlemania 2006 fue la segunda edición de Hustlemania, un evento pago por visión de lucha libre profesional producido por HUSTLE. Tuvo lugar el 23 de noviembre de 2006 desde el Yokohama Arena en Yokohama.
- HUSTLE Kamen Rangers (HUSTLE Kamen Red, HUSTLE Kamen Blue & HUSTLE Kamen Green) derrotaron a Monster Kamen Rangers (Monster Kamen Black, Monster Kamen White & Monster Kamen Yellow) (9:03)
  - Red cubrió a Black después de un "Red Flame of Justice".
  - Durante el combate Yellow, que había sido (kayfabe) mentalmente controlado por los Monster Kamen Rangers, se liberó de su control y se volvió contra ellos.
- Shinjiro Otani, Kintaro Kanemura, Erica & Margaret derrotaron a Dokuron Z, Kohei Sato & Demon Spiders (Aka Onigumo & Ao Onigumo) (8:09)
  - Otani cubrió a Ao después de un "Kinta Ma Achichi".
- Giant Voba derrotó a KUSHIDA, \(^o^)/ Chie & Hitomi Kaikawa (9:34)
  - Voba forzó a los tres a rendirse con un "World of Voba".
  - Las amigas de Kaikawa estuvieron junto al ring e intentaron atacar a Voba.
- Team 3D (Bubba Ray & Devon) (c) derrotaron a Sodom & Gomora reteniendo el HUSTLE Super Tag Team Championship (15:18)
  - Devon cubrió a Sodom después de un "3D".
- Tokyo Gurentai (NOSAWA Rongai, MAZADA & Minoru Suzuki) derrotaron a RG, Ryoji Sai & Wataru Sakata (11:22)
  - Suzuki cubrió a RG después de dejarlo inconsciente con un "Rear Naked Choke".
- Naoya Ogawa, TAJIRI & Newling derrotaron a Commander An Jo, Toshiaki Kawada & Caiya (9:03)
  - Newling cubrió a An Jo con un "Masochist Lock" después de un "STO Bomber" de Ogawa.
  - La fusta de Yinling fue traída para intervenir en el combate como un luchador más, pero fue usada por Newling para azotar a An Jo.
- The Esperanza derrotó a HG (10:09)
  - Esperanza cubrió a HG después de una "High-speed Roundhouse Kick".
  - Durante el combate, Newling intervino debilitando a Esperanza con la música de una ocarina mágica, pero fue atacada por Commander An Jo y (kayfabe) asesinada por Esperanza.
  - Tras el combate, Esperanza realizó un "Kneeling Belly to Belly Piledriver" a HG sobre la rampa.

## 2007
Hustlemania 2007 fue la tercera edición de Hustlemania, un evento pago por visión de lucha libre profesional producido por HUSTLE. Tuvo lugar el 25 de noviembre de 2007 desde el Yokohama Arena en Yokohama.
- Ryoji Sai, KUSHIDA & \(^o^)/ Chie (con TAJIRI) derrotaron a Kohei Sato & Demon Spiders (Aka Onigumo & Ao Onigumo) (8:58)
  - KUSHIDA cubrió a Ao después de un "Supernova Press".
- Hitomi Kaikawa & The Great Sasuke derrotaron a Yuji Shimada & Giant Voba (10:14)
  - Kaikawa forzó a Shimada a rendirse con un "Kaikawa Lock".
- Kintaman & Kurodaman derrotaron a Monster C & "Fire Monster" ACHICHI en un Dynamite Hardcore Weapons Match (10:14)
  - Kintaman cubrió a C después de un derechazo de Mark Hunt.
  - En la lucha, las armas eran introducidas al pulsar un botón en la rampa, que activaba una máquina tragaperras en el titantron. El primer premio fue el propio Hunt, que fue usado por Kintaman.
- Scott Norton (con Yuji Shimada) derrotó a Keroro Gunso (con Giroro Gocho & Tamama Nitohei)
  - Norton cubrió a Keroro después de un "Running Powerslam".
  - Keroro y sus compañeros representaban a los personajes de Keroro, Giroro y Tamama del anime Keroro Gunso.
- Bob Sapp derrotó a HG (6:43)
  - Sapp cubrió a HG después de una "Beast Bomb".
- Genichiro Tenryu, RG & TAJIRI derrotaron a Commander An Jo, Monster Bono & Yinling (10:24)
  - Tenryu cubrió a Bono con un "Roll-Up".
- Wataru Sakata derrotó a The Esperanza (12:34)
  - Sakata cubrió a Esperanza después de una "Superkick".
  - Eiko Koke, esposa de Sakata, intervino durante la lucha reflectando uno de los láseres de Esperanza con ayuda de un escudo, lo que le aturdió lo suficiente como para que Wataru pudiera golpearle.

## 2008
Hustlemania 2008 fue la cuarta y última edición de Hustlemania, un evento pago por visión de lucha libre profesional producido por HUSTLE. Tuvo lugar el 30 de diciembre de 2008 desde el Tokyo Ariake Colosseum en Tokio.
El evento ganó el premio al mejor programa de HUSTLE del año según las votaciones de los fanes, a pesar de haber sido celebrado en una arena menor que la del resto de ediciones de Hustlemania,
- TAJIRI, KUSHIDA & \(^o^)/ Chie derrotaron a Private Shoji, Ray Ohara & Aka Onigumo (12:08)
  - TAJIRI cubrió a Aka después de una "Buzzsaw Kick".
- Dr. Nakamatsu's Assassin, Fake HG & Wolf Man (con Dr. Nakamatsu) derrotaron a Alan Kuroki, HG & RG (12:37)
  - Fake HG cubrió a RG después de ser atacado por HG.
  - Durante el combate, HG se transformó en "Monster HG" y se volvió contra sus aliados.
  - Tras el combate, Natto Man irrumpió, pero fue atacado por Monster HG.
- Yasuha derrotó a Commander An Jo (7:10)
  - Yasuha cubrió a An Jo con un "Ebina Hold" después de una intervención de su valet.
- HUSTLE Koumon derrotó a Monster C (6:02)
  - Koumon cubrió a C con un "Koumon Suplex".
- Genichiro Tenryu & Shiro Koshinaka derrotaron a Sharp Brothers (Dina Sharp & Might Sharp) (7:35)
  - Tenryu cubrió a Dina con un "Running Lariat".
  - Durante la lucha, Yuji Shimada intervino atacando a Tenryu con una silla de ruedas.
- Bono-chan & The Great Muta derrotaron a Toshiaki Kawada & Mr. Kawada (20:46)
  - Bono cubrió a Toshiaki después de un "Bono-chan Flip".
  - Inicialmente, Bono luchó en solitario, hasta que The Great Muta apareció.
  - Durante el combate, Mr. Kawada se vio incapaz de luchar tras recibir un "Poison Mist" de Muta, por lo que Esperanza the Great apareció para sustituirle. Muta consiguió arrastrarle fuera del ring y ambos fueron (kayfabe) enviados al infierno.